# Roost (Denderwindeke)
Roost is een gehucht in Denderwindeke, deelgemeente van de stad Ninove in de Belgische provincie Oost-Vlaanderen. 
Het gehucht ligt in het noordwesten van de deelgemeente, bijna drie kilometer ten noordwesten van het dorpscentrum van Denderwindeke. Dichter bij het gehucht liggen de dorpskernen van Pollare in het noordoosten, Appelterre in het noorden en Zandbergen in (Geraardsbergen) in het westen, elk op zo'n anderhalve kilometer.
Het gehucht ligt aan de rand van de Dendervallei; de Dender stroomt een halve kilometer ten noordwesten van Roost.

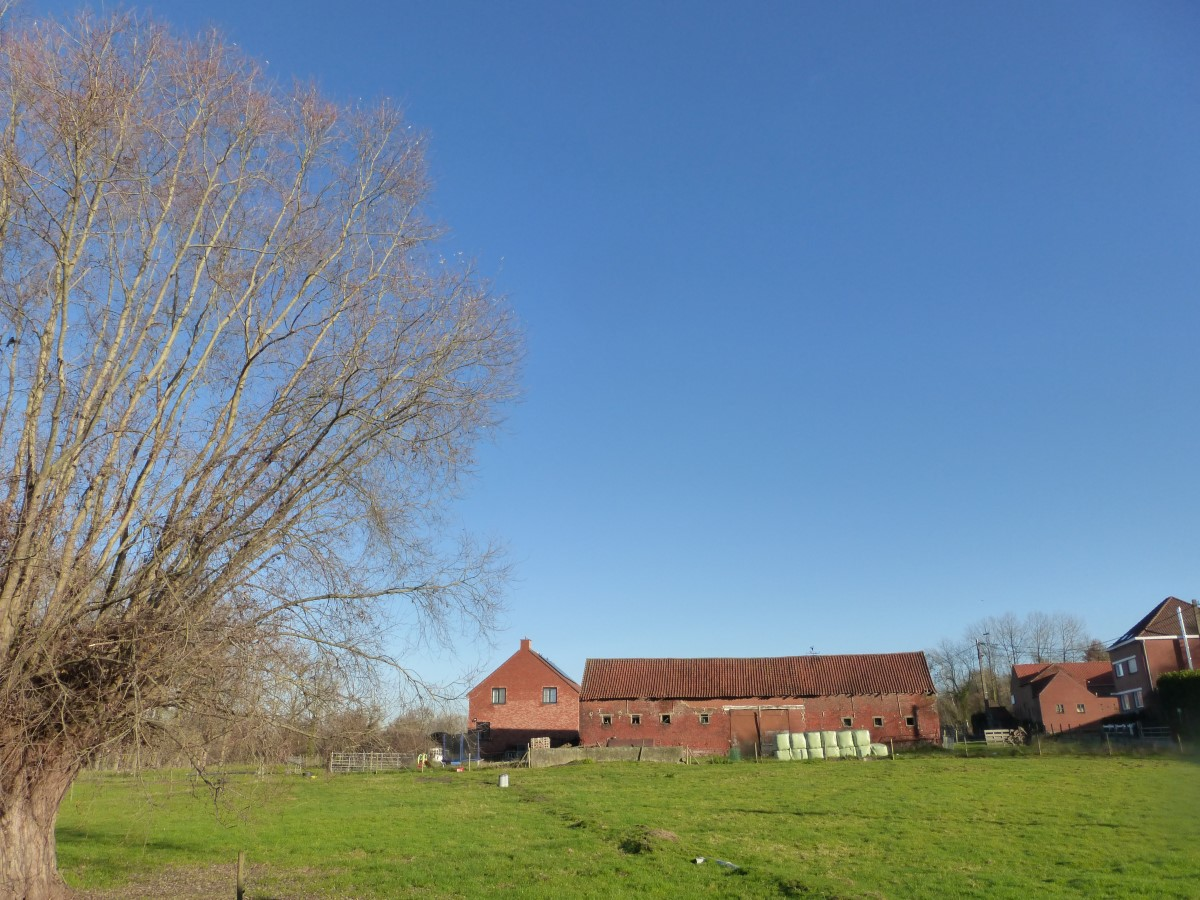
Roost

## Geschiedenis
Op de Villaretkaart uit het midden van de 18de eeuw is het gehucht aangeduid als Roost; op de Ferrariskaart uit de jaren 1770 als Te Roost. Beide kaarten duiden net ten zuiden een kapel aan, de Chapelle St. Lambert.
Op het eind van het ancien régime, toen tijdens de Franse bezetting op het eind van de 18de eeuw de gemeenten werden gecreëerd, werd het gehucht ondergebracht in de gemeente Denderwindeke.

## Bezienswaardigheden
- De Sint-Lambertuskapel

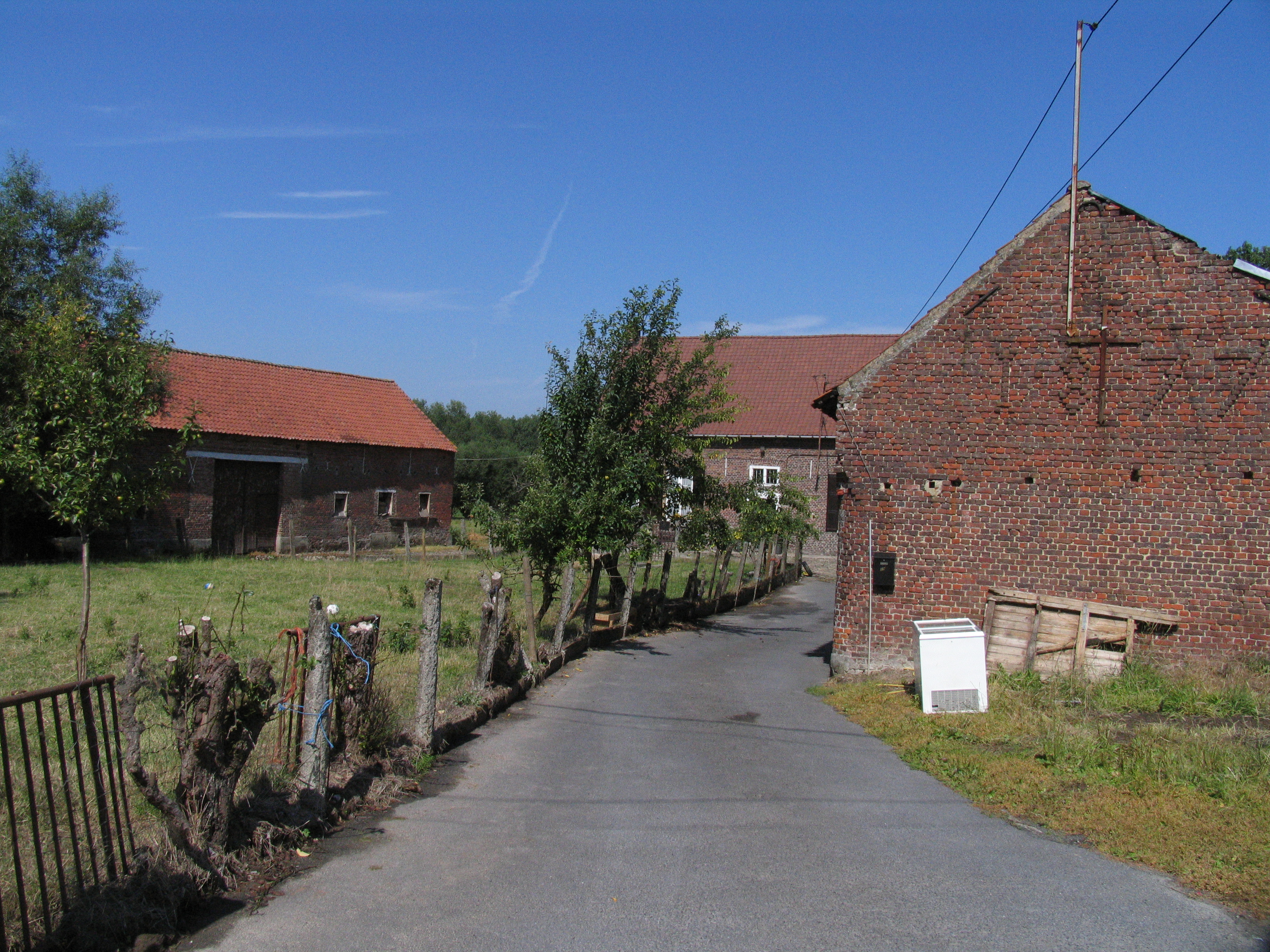
L-vormige hoeve, 18de eeuw

Deelgemeenten: Appelterre-Eichem · Aspelare · Denderwindeke · Lieferinge · Meerbeke · Nederhasselt · Neigem · Ninove · Okegem · Outer · Pollare · Voorde

Overige dorpen, gehuchten en wijken: Appelterre · Bevingen · Boterdaal · Dasselt · Eichem · Herlinckhove · Lebeke · Linkebeek · Muylem · Nederwijk · Neuringen · Nijken · Prindaal · Renderstede · Roesbeke · Roost · Slettem · Steenhout · Terbert · Varenberg · Vogelenzang · Vreckom · Waalhove · Zevenkoten

Belgische gemeenten · Arrondissement Aalst · Oost-Vlaanderen · Vlaanderen